# Hevoshaka, Tompuri, Salmenkylä, Saunaniemi
Hevoshaka, Tompuri, Salmenkylä, Saunaniemi este o arie protejată (arie specială de conservare — SAC, sit de importanță comunitară — SCI) din Finlanda întinsă pe o suprafață de 5 ha, integral pe uscat.

## Localizare
Centrul sitului Hevoshaka, Tompuri, Salmenkylä, Saunaniemi este situat la coordonatele 60°35′09″N 27°10′48″E / 60.5858°N 27.18°E.

## Înființare
Situl Hevoshaka, Tompuri, Salmenkylä, Saunaniemi a fost declarat sit de importanță comunitară în mai 2002 pentru a proteja 1 specie de plante și 1 specie de animale. Situl a fost protejat și ca arie specială de conservare în aprilie 2015.

## Biodiversitate
Situată în ecoregiunea boreală, aria protejată conține 1 habitat natural: Liziere de ierburi înalte hidrofile de câmpie și de nivel montan până la alpin.
La baza desemnării sitului se află mai multe specii protejate:
- plante (1): Persicaria foliosa
- nevertebrate (1): fluturele purpuriu (Lycaena dispar)